# The Diamond Collection
The Diamond Collection —en español: La colección de diamantes— es el álbum recopilatorio debut del cantante estadounidense Post Malone. Fue lanzado a través de Republic y Mercury Records el 21 de abril de 2023. El álbum presenta apariciones especiales de Quavo, 21 Savage, Ty Dolla Sign, Swae Lee, Young Thug, Ozzy Osbourne, Travis Scott, Doja Cat y The Weeknd. La producción estuvo a cargo del propio Malone, Rex Kudo, Metro Boomin, Frank Dukes, Louis Bell, Illangelo, Tank God, Carter Lang y Andrew Watt. El álbum fue lanzado para celebrar que Malone se convirtió en el artista con la mayor cantidad de sencillos certificados con diamantes por la Recording Industry Association of America (RIAA). Contiene todos los sencillos que obtuvieron la certificación diamante de sus primeros tres álbumes de estudio, Stoney (2016), Beerbongs & Bentleys (2018) y Hollywood's Bleeding (2019), así como su sencillo de 2023 «Chemical» de su quinto álbum de estudio Austin (2023).
El 21 de julio de 2023, el álbum recopilatorio se relanzó como una edición de lujo con nueve canciones adicionales que no tenían certificación de diamante en el momento del lanzamiento pero que seguían siendo populares, que incluían canciones de su cuarto álbum de estudio Twelve Carat Toothache (2022). El 3 de octubre se anunció el primer lanzamiento en vinilo de la edición de lujo de la recopilación, con motivo del Record Store Day del Black Friday de 2023.

## Lista de canciones
- Edición estándar

| The Diamond Collection — Disco No. 001 |                                                             |                                                                                  |                                       |          |  |
| N.º                                    | Título                                                      | Escritor(es)                                                                     | Productor(es)                         | Duración |  |
| 1.                                     | «White Iverson» (de Stoney, 2016)                           | Austin Post Trocon Roberts, Jr. Masamune Kudo Idan Kalai Andre Jackson           | Post Malone Rex Kudo                  | 4:16     |  |
| 2.                                     | «Congratulations» (con Quavo; de Stoney, 2016)              | Post Quavious Marshall Leland Wayne Adam Feeney Carl Rosen                       | Metro Boomin Frank Dukes Louis Bell ^ | 3:40     |  |
| 3.                                     | «I Fall Apart» (de Stoney, 2016)                            | Post Carlo Montagnese William Walsh                                              | Illangelo                             | 3:43     |  |
| 4.                                     | «Rockstar» (con 21 Savage; de Beerbongs & Bentleys, 2018)   | Post Shayaa Abraham-Joseph Olufunmibi Awoshiley Bell Jo-Vaughn Virginie * Rosen* | Bell Tank God                         | 3:38     |  |
| 5.                                     | «Psycho» (con Ty Dolla Sign; de Beerbongs & Bentleys, 2018) | Post Tyrone Griffin, Jr. Bell Rosen*                                             | Bell Malone                           | 3:41     |  |
| 6.                                     | «Better Now» (de Beerbongs & Bentleys, 2018)                | Post Bell Feeney Walsh Kaan Gunesberk                                            | Bell Dukes                            | 3:50     |  |
| 7.                                     | «Sunflower» (con Swae Lee; de Hollywood's Bleeding, 2019)   | Post Khalif Brown Bell Carter Lang Walsh                                         | Bell Lang                             | 2:38     |  |
| 8.                                     | «Circles» (de Hollywood's Bleeding, 2019)                   | Post Bell Feeney Walsh Gunesberk                                                 | Bell Malone Dukes                     | 3:34     |  |
| 9.                                     | «Chemical» (de Austin, 2023)                                | Post Andrew Wotman Bell Walsh                                                    | Malone Andrew Watt Bell               | 3:05     |  |
| 32:07                                  |                                                             |                                                                                  |                                       |          |  |

- Edición especial

| The Diamond Collection — Edición de lujo (Disco No. 002) |                                                                                        |                                                                       |                           |          |  |
| N.º                                                      | Título                                                                                 | Escritor(es)                                                          | Productor(es)             | Duración |  |
| 1.                                                       | «Go Flex» (de Stoney, 2016)                                                            | Post Masamune Kudo Idan Kalai Ryan Vojtesak                           | Rex Kudo Charlie Handsome | 2:59     |  |
| 2.                                                       | «Candy Paint» (de Beerbongs & Bentleys, 2018)                                          | Post Bell Rosen                                                       | Bell Malone               | 3:47     |  |
| 3.                                                       | «Stay» (de Beerbongs & Bentleys, 2018)                                                 | Post Wotman Bell                                                      | Malone Watt               | 3:24     |  |
| 4.                                                       | «Wow.» (de Hollywood's Bleeding, 2019)                                                 | Post Bell Feeney Walsh Anthoine Walters                               | Bell Frank Dukes          | 2:29     |  |
| 5.                                                       | «Goodbyes» (con Young Thug; de Hollywood's Bleeding, 2019)                             | Post Jeffery Williams Brian Lee Bell Walsh Val Blavatnik Jessie Joutz | Bell Lee                  | 2:54     |  |
| 6.                                                       | «Take What You Want» (con Ozzy Osbourne y Travis Scott; de Hollywood's Bleeding, 2019) | Post John Osbourne Jacques Webster II Bell Watt Walsh                 | Bell Watt                 | 3:49     |  |
| 7.                                                       | «I Like You (A Happier Song)» (con Doja Cat; de Twelve Carat Toothache, 2022)          | Post Amala Dlamini Bell Jasper Harris Walsh                           | Bell Harris               | 3:12     |  |
| 8.                                                       | «One Right Now» (con The Weeknd; de Twelve Carat Toothache, 2022)                      | Post Abel Tesfaye Bell Lee Andrew Bolooki Walsh                       | Bell Lee Bolooki          | 3:12     |  |
| 9.                                                       | «Feeling Whitney» (de Stoney, 2016)                                                    | Post Wotman                                                           | Watt Bell                 | 4:17     |  |
| 62:00                                                    |                                                                                        |                                                                       |                           |          |  |

Notas
- «^» denota productor adicional.
- «*» denota escritor no acreditado.

## Posicionamiento en listas

### Semanales
| País (Lista 2023)                       | Mejor posición | Ref    |
| --------------------------------------- | -------------- | ------ |
| Australia (ARIA)                        | 3              | [ 8 ]  |
| Canadá (Billboard Canadian Albums)      | 11             | [ 9 ]  |
| Estados Unidos (Billboard 200)          | 16             | [ 10 ] |
| Estados Unidos (Top R&B/Hip-Hop Albums) | 3              | [ 11 ] |
| Irlanda (Irish Albums Chart)            | 12             | [ 12 ] |
| Nueva Zelanda (RMNZ)                    | 3              | [ 13 ] |
| Reino Unido (UK Albums Chart)           | 14             | [ 14 ] |
| Reino Unido (UK R&B Albums Chart)       | 19             | [ 15 ] |

### Anuales
| País (Lista 2023)             | Mejor Posición | Ref    |
| ----------------------------- | -------------- | ------ |
| Australia (ARIA)              | 27             | [ 16 ] |
| Nueva Zelanda (RMNZ)          | 16             | [ 17 ] |
| Reino Unido (UK Albums Chart) | 34             | [ 18 ] |

## Certificaciones
| País          | Organismo certificador | Certificación | Ventas certificadas | Ref.   |
| ------------- | ---------------------- | ------------- | ------------------- | ------ |
| Nueva Zelanda | RMNZ                   | Oro           | 7500                | [ 19 ] |
| Reino Unido   | BPI                    | Oro           | 100 000             | [ 20 ] |

## Historial de lanzamiento
| País   | Fecha                   | Formato                    | Edición  | Discográfica     | Ref.   |
| ------ | ----------------------- | -------------------------- | -------- | ---------------- | ------ |
| Varios | 21 de abril de 2023     | Descarga digital streaming | Estándar | Republic Mercury | [ 21 ] |
| Varios | 21 de julio de 2023     | Descarga digital streaming | De lujo  | Republic Mercury | [ 22 ] |
| Varios | 24 de noviembre de 2023 | Vinilo                     | De lujo  | Republic Mercury | [ 7 ]  |